# Raión de Horójiv
Horójiv (en ucraniano: Горохівський район) fue un raión o distrito de Ucrania en el óblast de Volinia entre 1940 y 2020. En la reforma territorial de 2020, su territorio fue incluido en el raión de Lutsk.
Comprendía una superficie de 1122 km².
La capital era la ciudad de Horójiv.

## Subdivisiones
A fecha de 2015, el raión se dividía en dos ciudades de importancia distrital (Horójiv y Berestechko), dos asentamientos de tipo urbano (Mariánivka y Senkevychivka) y 36 consejos rurales. En años posteriores se está llevando a cabo una reforma territorial para agrupar entidades locales en "comunidades territoriales unificadas", de las cuales han sido iniciadas hasta el momento dos: una con sede en Mariánivka y otra en el pueblo de Horodishche. En total hay 94 localidades en el raión, de las cuales 16 están ya integradas en las nuevas comunidades.

## Evolución demográfica
| Año       | 2001 (censo) | 2013   | 2019   |
| Población | 57122        | 52 466 | 50 433 |